# Johann Wilhelm von Seebach
Johann Wilhelm von Seebach (* 24. Dezember 1677; † 22. Mai 1757) war ein deutscher Generalmajor im Herzogtum Sachsen-Gotha sowie im Herzogtum Sachsen-Altenburg, Kommandant der Stadt Gotha und der Residenz Schloss Friedenstein, Steuerobereinnehmer, Erbgerichtsherr und Kirchenpatron auf Großfahner.

## Leben
Er stammte aus dem weitverzweigten thüringischen Adelsgeschlecht Seebach und war der Sohn von  	Alexander Thilo von Seebach († 1689). Wie viele Mitglieder seiner Familie schlug er die Militärlaufbahn ein. Er trat in den Dienst der Ernestiner im Herzogtum Sachsen-Gotha und Sachsen-Altenburg.
Nach dem Tod des Vaters wurde er unter Vormundschaft Besitzer der Herrschaft Fahner. Nachdem 1649 die Wasserburg in Großfahner abgebrannt war, hatte dort sein Vater ein neues Schloss errichten, dessen beide Teile „Schieferschloss“ und „Ziegelschloss“ genannt wurden und zum Lebensmittelpunkt von Johann Wilhelm von Seebach wurden.
In zweiter Ehe war Johann Wilhelm von Seebach mit der am 3. März 1694 geborenen Anna Dorothea von Münchhausen aus Alt-Leitzkau verheiratet, der umfangreichen Besitz aus der Erbmasse des Christian Wilhelm von Münchhausen mit in die Ehe brachte. Als Anna Dorothea am 5. November 1737 in Großfahner starb, erbten deren zwei Söhne und die Tochter Johanna Magdalena (1726–1749). Die zweite Tochter war noch vor ihrer Mutter verstorben.
1759 überließ ihn der Herzog Ernst Friedrich seine Hütte in Ernstthal.
Zu seinem 74. Geburtstag am 24. Dezember 1751 erschien eine von mehreren Freunden verfasste Festschrift in Jena in Druck.